# Richard Jefferies
Richard L. Jefferies (nacido en marzo de 1956) es un guionista, productor de cine, director de cine y editor estadounidense. Escribió y fue productor ejecutivo de Cold Creek Manor. Fue guionista de Tron: Legacy para Disney Studios y dirigió la película original de Syfy de 2008 Living Hell. Jefferies está asociado con el escritor, director y productor Ethan Wiley en la productora transmedia Wiseacre Films.

## Carrera
El padre de Jefferies era director de cine. Estudió de 1974 a 1978 en el Instituto de las Artes de California. Junto con Mark Kirkland ganó un Premio Óscar Estudiantil por su cortometraje de animación Fame sobre una canción de David Bowie. Después de sus estudios fundó New Hollywood Inc. junto con David Koenigsberg, Osvaldo Zornizer y Mark Kirkland.
Su trabajo en Los 4 Fantásticos y Silver Surfer y Tron: Legacy no fue acreditado.

## Filmografía
- 1982: Blood Tide
- 1984: Action Impossible
- 1988: 14 Going on 30
- 1988: Scarecrows
- 1992: The Vagrant[6]
- 1995: Man of the House
- 2003: Cold Creek Manor
- 2007: Los 4 Fantásticos y Silver Surfer[2][5]
- 2008: Living Hell
- 2010: Tron: Legacy[2]
- 2012: Elf-Man